# 2794 Kulik
2794 Kulik è un asteroide della fascia principale. Scoperto nel 1978, presenta un'orbita caratterizzata da un semiasse maggiore pari a 2,4441526 UA e da un'eccentricità di 0,2181528, inclinata di 7,48483° rispetto all'eclittica. Il suo nome deriva dal mineralogista russo Leonid Kulik deceduto nel 1942.